# Kenji Fujimori
Kenji Gerardo Fujimori Higuchi, né le 19 mai 1980 à Lima, est un homme d'affaires péruvien et homme politique. Fils d'Alberto Fujimori, président du Pérou de 1990 à 2000, et frère de Keiko Fujimori, il est député « fujimoriste » entre 2011 et 2018.

## Biographie
Kenji Fujimori est le fils d'Alberto Fujimori et de Susana Higuchi. Son père a remporté l'élection présidentielle de 1990 ; en 1992 il a suspendu la Constitution, puis neutralisé le Congrès et l'opposition. La mère de Kenji, en désaccord avec son mari, divorce en 1994. La sœur de Kenji, Keiko, assume alors, à l'âge de 19 ans, le rôle de « Primera dama de Perú » (Première dame du Pérou). Alberto Fujimori démissionne en 2000, après un scandale de corruption, et s'exile au Japon. Il est extradé vers le Pérou et condamné à la prison en 2007.
Selon la journaliste Christelle Guibert, il est durant la présidence de son père « l’incarnation de l’enfant gâté », ayant notamment l’habitude de se promener avec ses amis dans les hélicoptères de l’armée.
De 1999 à 2004, Kenji Fujimori étudie l'agronomie à la Kansas State University. À partir de 2008, il est le PDG d'une société de sécurité et surveillance à Lima. En mars 2009, il crée sa propre société, mais reste présent dans trois autres sociétés du secteur.
Il échoue en 2006 à devenir gouverneur de la région de Lima. En 2010, il participe à la création de Fuerza 2011, parti dirigé par sa sœur. Il devient ensuite secrétaire à la jeunesse du parti.
Élu député à Lima en 2011, il est réélu pour un second mandat en 2016.
En 2018, il tente de reprendre à sa sœur la direction du parti Force populaire. Il quitte le parti en mars, assurant que celui-ci n'a « plus d’autorité morale », et se rapproche du président Pedro Pablo Kuczynski, qui risque alors la destitution pour corruption. Il est mis en cause peu après par la diffusion d'une vidéo dans laquelle il tente d'acheter le vote d'un autre député. Le procureur général sollicite, en janvier 2020, douze années de prison contre Kenji Fujimori pour corruption et trafic d'influence aggravé.